# Põdruse
Põdruse est un village de la Commune de Haljala du Comté de Viru-Ouest en Estonie.
Au 31 décembre 2011, il compte 123 habitants.